# اش‌تی‌تی
اش تی تی که به بازی کبدی (زو) شبیه است، ویژگی‌های منحصربه‌فرد خود را هم دارا است. اش تی تی یکی از بازیهای محلی ایران است که به ویژه در خوزستان و شوشتر هوادار زیادی دارد. اش تی تی در گیلان «شیرین دودو» در سیستان و بلوچستان کبدی و در خراسان و گلستان و مازندران و گلپایگان به «زو» مشهور است.
در زندان‌های سیاسی پیش از انقلاب (به ویژه زندان قصر)، اش تی تی از جمله بازیهای زندانیان سیاسی بود که غروب هر جمعه انجام می‌شد اگرچه مقامات زندان قصر (سرهنگ منصور زمانی و سروان قاسم ژیان پناه و…) از آن تعبیر خاص نموده و گاه مانع می‌شدند.
بازی پرتحرک اش تی تی بازی خاص شب‌های ماه رمضان است. بازی کنان به دو گروه مساوی تقسیم و هر گروه دریک نیمه زمین قرار می‌گیرند. به نوبت از هر گروه یک نفر با گفتن اش تی تی با یک پا بدون اینکه نفس تازه کند داخل زمین گروه مقابل می‌شود. بازیکن پیش از آنکه نفس تازه کند باید با بازیکن مقابل با دست تماس پیدا کند و اگر دست بازیکن اش تی تی کنان به او بخورد باید از بازی خارج شود.
در بازی اش تی تی دو گروه یارگیری می‌کردند و دو طرف می‌ایستادند. (هر طرف حدود ۱۰ نفر یا بیشتر) بعد یکی می‌بایست یک‌نفس بیاید و با ادای ممتد کلمه اش… تی… تی… هر چند نفر از طرف مقابل را که می‌تواند بزند و در برود و ضمناً مواظب باشد در تله نیفتد و او را طرف مقابل نگیرد. اگر صف مقابل می‌توانست او را می‌گرفت و از دور خارج می‌کرد. بازی دوباره از طرف صفی که برنده شده بود ادامه می‌یافت…
این بازی مانند کشتی است و زور نگه داشتن خود و دیگران و کشیدن را می‌طلبد و بازی نفس‌گیری است.
در گذشته اش تی تی را اغلب در کنار رودخانه و همراه شنا کردن انجام می‌دادند تا گرفتن افراد (به دلیل لباس نداشتن و لیز بودن) سخت‌تر شود
در ساحل شنی رودخانه یک خط دراز به طول ۳ متر یا بیشتر می‌کشیدند و دو گروه چند نفره می‌شدند. یک گروه این سوی خط و دیگر گروه طرف دیگر خط می‌ایستادند. بازی با حمله یکی از نفرات یک گروه به سمت نفرات گروه دیگر آغاز می‌شد ولی به محض اینکه پای نفر مهاجم از خط رد می‌شد و به میدان حریف می‌رسید باید کلمه اش تی تی را با صدای بلند و بدون مکث می‌خواند. اگر صدایش قطع شده بود سوخته بود و از زمین کنار می‌رفت. مهاجم باید یکی از نفرات حریف را به داخل زمین خود بکشد قبل از اینکه صدایش قطع شود. اگر کشید، آن نفر کشیده شده سوخته‌است و بیرون می‌رود.
در زمان کشیدن یار حریف، بقیه می‌توانند به کشیده شده کمک کنند و نگذارند او را ببرد ولی هر کس به مهاجم دست زد اگر مهاجم برنده شده در این گیر ودار او هم می‌سوزد…
موقعی بازی تمام می‌شود که تمام نفرات یک تیم سوخته باشند یعنی زمین را ترک کنند.
جدا از اهواز، آبادان، خرمشهر، سوسنگرد آغاجاری و شوشتر، بازی اش تی تی در «اشکنان» (از شهرهای قدیمی که زیر مجموعه شهرستان لامرد در استان فارس)، از قدیم مرسوم بوده و هنوز طرفداران بسیار دارد.